# 超子

超子的族群

超子是含有上夸克、下夸克、奇夸克，並且至少含有一個奇夸克的重子。超子的自旋是半奇數，而且都遵守費米-狄拉克統計，是費米子。它們都是通過強核力彼此之間相互作用，是一種強子。當超子弱衰變時宇稱不守恆。
最早關於超子的研究是開始於1950年代。這促成物理學者給出井然有序的粒子分類。當今，歐洲核子研究組織、費米國立加速器實驗室、史丹佛線性加速器中心、布魯克哈芬國家實驗室等都有在研究关於超子的論題，這包括CP破壞、自旋測量、激發態研究（一般指為光譜學）、尋找像五夸克或雙重子一類的奇特態。
超子的例子有：Δ、Λ、Σ、Ξ和Ω，它们鲜为人知，但一般认为比核子重，而且寿命非常短。